# Thysanophora canadensis
Thysanophora canadensis är en svampart som beskrevs av Stolk & Hennebert 1968. Thysanophora canadensis ingår i släktet Thysanophora och familjen Trichocomaceae.   Inga underarter finns listade i Catalogue of Life.